# Автокоманда
Автокоманда (на македонска литературна норма: Автокоманда) е източен квартал на град Скопие, на 3 km от центъра на Скопие, в община Гази Баба. Разположен е на левия бряг на река Вардар, от югоизточната страна на парка Гази Баба и западно от кварталите Камник, Маджари и Хасанбегово (Ченто), северно от Керамидница, южно от Железара.
В 1927 г. на основите на по-стар храм е издигната църквата „Свети Архангел Михаил“. Съседният параклис „Покров Богородичен“ е от XVIII век.